# 난징 요리
난징 요리(Nanjing料理, 중국어: 南京菜, 병음: Nánjīng cài 난징차이[*]) 또는 금릉 요리(金陵料理, 중국어: 金陵菜, 병음: Jīnlíng cài 진링차이[*])란 대표적인 중국 요리의 하나로 난징을 중심으로 하는 장쑤성 일대의 요리를 일컫는다. 이곳은 예로부터 「어미지향」(魚米之郷)이라고 불렸으며, 어패류와 농산물이 풍부했다.

## 개요
난징 요리의 원류는 닝보나 양저우의 요리이며, 술, 간장, 흑초 등의 양조물이 넉넉하게 사용되어, 달고 농후한 맛이 특징이다. 특히 샤오룽바오, 난징 따자씨에는 대표적 요리라고 할 수 있다.
난징 요리의 원류는 시대에 따라 변해왔다. 안에서는 닝보(돈유를 사용), 양저우(짠맛), 쑤저우(감미, 간장, 황주와 흑초를 사용)의 요리는 현재의 난징 요리에 가장 영향을 끼친 것들이다.

## 종류
- 성젠만터우(生煎饅頭)
- 난징다자셰(大闸蟹)
- 치판투안(糍饭团)
- 샤오룽바오(小笼包)
- 취두부

## 같이 보기
- 중국 요리
- 장쑤 요리